# 1980 Tezcatlipoca
Az 1980 Tezcatlipoca (ideiglenes jelöléssel 1950 LA) egy földközeli kisbolygó. Albert George Wilson,  Åke Anders Edvard Wallenquist fedezte fel 1950. június 19-én.